# Улмет (Бузау)
Улмет (рум. Ulmet) насеље је у Румунији у округу Бузау у општини Бозиору. Oпштина се налази на надморској висини од 373 m.

## Становништво
Према подацима из 2002. године у насељу је живело 93 становника, од којих су сви румунске националности.